# Feldbahnen bei Baldershofen
| Die Illing-Feldbahnlok HF140 A überquert auf der Brücke bei km 2,114 die Vollbahn Metz-Saarburg, Dez 1917 |                     |                                                 |                                                 |
| Bahnhöfe der Feldbahn rot markiert auf Flemmings Spezialkarte der südlichen Westfront, 1914–1918 |                     |                                                 |                                                 |
| Streckenlänge: | ca. 35 km           |                                                 |                                                 |
| Spurweite: | 600 mm (Schmalspur) |                                                 |                                                 |
| |                     |                                                 |                                                 |
| \| \| \| Herny (Herlingen) \| \| \| \| La Rotte \| \| \| \| Vollbahn Metz–Sarrebourg (Metz–Saarburg) \| \| \| \| Baudrecourt (Übergangsbahnhof Baldershofen)[3] \| \| \| \| Serreswald[4] \| \| \| \| Viviers (Weiher) \| \| \| \| Laneuveville-en-Saulnois (Pioniergleis Neuheim)[5] \| \| \| \| Oriocourt (Orhofen) \| \| \| \| Bacourt (Badenhofen) \| \| \| \| Xocourt (Schollhofen) \| |                     |                                                 |                                                 |
| Kopfbahnhof Streckenanfang (Strecke außer Betrieb) |                     | Herny (Herlingen)                               | Herny (Herlingen)                               |
| Brücke über Wasserlauf (Strecke außer Betrieb) |                     | La Rotte                                        | La Rotte                                        |
| Kreuzung geradeaus oben (Strecke geradeaus außer Betrieb) · Strecke quer · Abzweig quer und ehemals von links |                     | Vollbahn Metz–Sarrebourg (Metz–Saarburg)        | Vollbahn Metz–Sarrebourg (Metz–Saarburg)        |
| Spitzkehrbahnhof links (Strecke außer Betrieb) · Bahnhof · Betriebs-/Güterbahnhof Streckenende (Strecke außer Betrieb) |                     | Baudrecourt (Übergangsbahnhof Baldershofen)     | Baudrecourt (Übergangsbahnhof Baldershofen)     |
| Bahnhof (Strecke außer Betrieb) |                     | Serreswald                                      | Serreswald                                      |
| Bahnhof (Strecke außer Betrieb) |                     | Viviers (Weiher)                                | Viviers (Weiher)                                |
| Abzweig geradeaus und nach links (Strecke außer Betrieb) · Abzweig quer und von rechts (Strecke außer Betrieb) · Haltepunkt / Haltestelle Streckenende und quer (Strecke außer Betrieb) |                     | Laneuveville-en-Saulnois (Pioniergleis Neuheim) | Laneuveville-en-Saulnois (Pioniergleis Neuheim) |
| Strecke (außer Betrieb) · Kopfbahnhof Streckenende (Strecke außer Betrieb) |                     | Oriocourt (Orhofen)                             | Oriocourt (Orhofen)                             |
| Bahnhof (Strecke außer Betrieb) |                     | Bacourt (Badenhofen)                            | Bacourt (Badenhofen)                            |
| Strecke nach links (außer Betrieb) · Kopfbahnhof Streckenende und quer (Strecke außer Betrieb) |                     | Xocourt (Schollhofen)                           | Xocourt (Schollhofen)                           |

Die Feldbahnen bei Baldershofen waren zwei 1917 verlegte 600-mm-Schmalspurbahnen von Baudrecourt (deutsch Baldershofen) nach Herny ([ɛʁni], Herlingen) sowie von Baudrecourt nach Oriocourt (Orhofen) und Xocourt (Schollhofen) im Département Moselle in der heutigen Region Grand Est (bis 2015 Lothringen).

## Geschichte
Die Bayerische Reserve-Eisenbahn-Bau-Kompagnie 7 verlegte 1917 in überwiegend flachem Gelände eine militärische Feldbahn, die mit Dampflokomotiven, Benzollokomotiven und Brigadewagen betrieben wurde. Auf einer aufwendig errichteten Holz-Bockbrücke überquerte die Feldbahn die Vollbahn Metz–Sarrebourg (Saarburg).
Der südliche Streckenabschnitt Baldershofen–Weiher–Orhofen–Badenhofen–Schollhofen wurde Niedbahn genannt.

## Streckenverlauf
Die wichtigsten Brücken, Gebäude und Bahnanlagen wurden fotografisch dokumentiert. Die Streckenkilometrierung der beiden Teilstrecken beginnt jeweils in Baldershofen.
| Foto                                               | Strecken- kilometer             | Beschreibung                                                                                   |
| Feldbahn Baldershofen–Herlingen                    | Feldbahn Baldershofen–Herlingen | Feldbahn Baldershofen–Herlingen                                                                |
| -------------------------------------------------- | ------------------------------- | ---------------------------------------------------------------------------------------------- |
|                                                    |                                 | Anfangsbahnhof Herlingen, Dez. 1917                                                            |
|                                                    | 10,75                           | Brücke bei km 10,75, Dez. 1917                                                                 |
|                                                    | 7,0                             | Bahnhof Lengebrücke (km 7,0) mit Brücke, Dez. 1917                                             |
|                                                    | 3,0                             | Bahnhof Rottetal (km 3,0), Dez. 1917                                                           |
|                                                    | 2,114                           | Brücke bei km 2,114 über die Vollbahn Metz-Saarburg (mit Illing-Feldbahnlok HF140 A), Dez 1917 |
|                                                    | 0                               | Endbahnhof (Baldershofen), Dez. 1917                                                           |
| Feldbahn Baldershofen–Weiher–Badenhofen (Niedbahn) |                                 |                                                                                                |
|                                                    | 0                               | Feldbahn-Anfangsbahnhof Baldershofen                                                           |
|                                                    |                                 | Feldbahnlokomotivschuppen Baldershofen vor der Fertigstellung, Juni 1917                       |
|                                                    | 3,1                             | Niedbahnhof km 3,1 gegen Norden, Juni 1917 (Siehe auch gen Süden)                              |
|                                                    | 3,309                           | Brücke bei km 3,309 (der Strecke Weiher), Juni 1917                                            |
|                                                    | 3,925–3,975                     | Brücke km 3,925–3,975 der Linie nach Badenhofen, April 1917                                    |
|                                                    | 4,275–4,300                     | Brücke km 4,275–4,300 der Linie nach Badenhofen, April 1917                                    |
|                                                    | 4,410                           | Brücke bei km 4,410 (der Strecke Weiher), Juni 1917                                            |
|                                                    | 7,261                           | Brücke bei km 7,261 der Strecke Weiher, Juni 1917                                              |
|                                                    | 8,616                           | (Brigadelok mit Glocke auf der) Brücke bei km 8,616 der Strecke Weiher. Juni 1917              |
|                                                    | 11,0                            | Einschnitt bei km 11,0 im Juli 1917                                                            |
|                                                    | 13,1                            | Brücke bei km 13,1 im Juli 1917                                                                |
|                                                    |                                 | Bahnhof Serreswald, Juni 1917                                                                  |
|                                                    |                                 | Einfahrt zum Serreswald, Juni 1917                                                             |
|                                                    |                                 | Bahnhof Weiher, Juli 1917                                                                      |
|                                                    |                                 | Motor-Lokomotivschuppen Weiher, Juli 1917                                                      |
|                                                    |                                 | Bahnhof Badenhofen, Juli 1917                                                                  |